# Christian Rohlfs

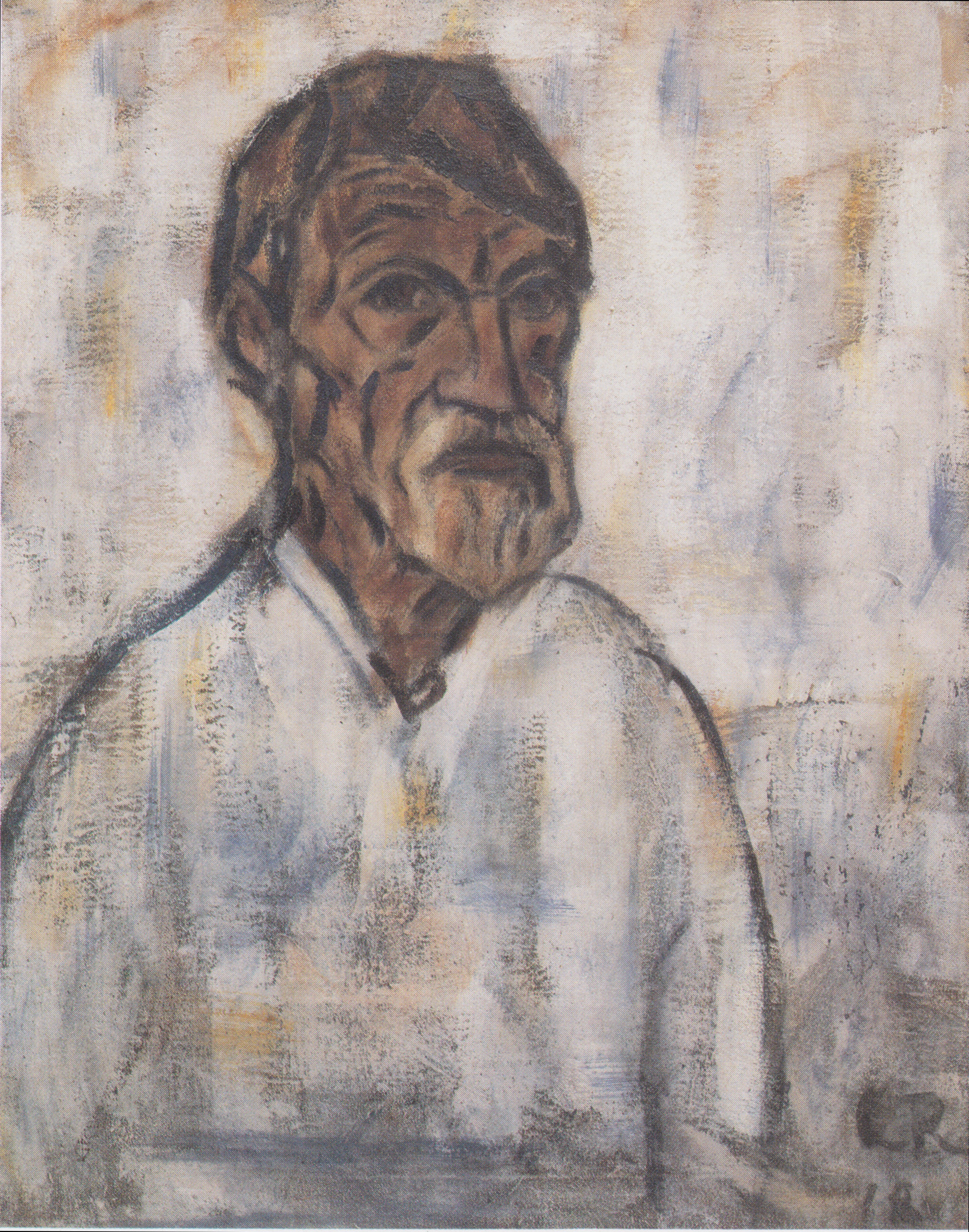
Zelfportret, 1918

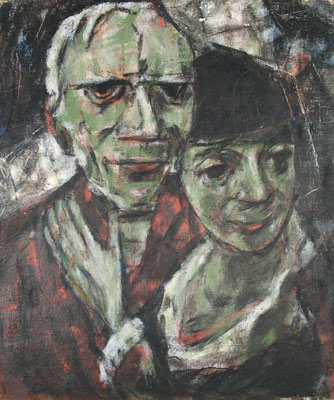
Selbstbildnis mit Frau (1921/1922)

Christian Rohlfs (Groß Niendorf (destijds Niendorf), 22 november 1849 –  Hagen, 8 januari 1938) was een Duitse schilder van het expressionisme.

## Levensloop
In 1851 verhuisde Rohlfs met zijn ouders naar het eveneens in Sleeswijk-Holstein gelegen Fredesdorf. In 1864 viel de vijftienjarige uit een boom en liep een ernstige beenkwetsuur op. De behandelende arts, Dr. Stoll, een zwager van Theodor Storm, gaf hem teken- en schildermateriaal tegen de verveling en merkte al snel het talent van de jongen op. Hij introduceerde Rohlfs in 1870 bij de schilder en schrijver Ludwig Pietsch in Berlijn, die hem op zijn beurt een aanbeveling gaf voor de Großherzogliche Kunstschule in Weimar en hem een plaats bezorgde bij de illustrator en schilder Paul Thumann. In deze vroege fase van zijn studie schilderde Rohlfs vooral naturalistisch. In 1871 kreeg hij zoveel last van zijn been dat hij zijn studie moest staken en in 1873 werd het geamputeerd; in het volgende jaar pakte hij zijn studie weer op.

## Werk
Na 1884 was Rohlfs scheppend kunstenaar in Weimar en werd steeds meer door het impressionisme aangetrokken. In 1887 en 1888 schildert hij twee versies van de 'Sternbrücke in Weimar' en in 1893 de 'Chaussee nach Gelmeroda'.
Hij woonde in Berlijn en kort in Lübeck. en in 1901 kwam hij op uitnodiging van Karl Ernst Osthaus naar Hagen, waar hij les gaf aan de Folkwang-schilderschool. Hij kwam nu in aanraking met het werk van Vincent van Gogh en de Franse Avant-garde-beweging. In 1910 verhuisde Rohlfs naar München en nam contact op met de groep rond Franz Marc en Wassily Kandinsky. Vanaf 1910 is Rohlfs duidelijk tot de Expressionisten te rekenen. Bij zijn onderwerpen kregen stadsgezichten, landschappen en architectuur een steeds meer centrale plaats. Ook van Rohlfs werden na de Ausstellung „Entartete Kunst“ van 1937 in München talrijke werken geconfisqueerd. Alleen al in het museum in Hagen ca. 450 werken. De kunstenaar kreeg een schilderverbod opgelegd en werd uit de Preußischen Akademie der Künste in Berlin gestoten. Rohlf stierf op 8 januari 1938. Zijn werk Letzte Chrysanthemen bleef onvoltooid. Zijn grafsteen in Hagen is versierd met een afgietsel van het beeld Der lehrende Christus (1931) van Ernst Barlach.

Hij was aan het begin van de twintigste eeuw een van de belangrijkste Duitse schilders van het Expressionisme en ontwikkelde zijn geheel eigen stijl, alvorens een tijd lang samen te werken met Emil Nolde. Vooral zijn landschappen en bloemstillevens zijn zeer herkenbaar door de toegepaste kleuren. Enkele van zijn werken werden in 1955 getoond tijdens documenta 1 in Kassel.